# Snookerweltmeisterschaft 2023
Die Cazoo Snookerweltmeisterschaft 2023 wurde vom 15. April bis 1. Mai im Crucible Theatre in Sheffield ausgetragen. Mit ihr endete die Saison 2022/23 der World Snooker Tour.
Titelverteidiger Ronnie O’Sullivan scheiterte im Viertelfinale gegen Luca Brecel. Der Belgier erreichte das Finale und schlug dort den vierfachen Weltmeister Mark Selby mit 18:15. Brecel ist damit der erste Kontinentaleuropäer, der Weltmeister wurde.
In diesem Jahr wurden noch weitere Bestmarken in Bezug auf die 47-jährige „Crucible-Ära“ aufgestellt. Unter anderem übertraf Ronnie O’Sullivan mit seiner 31. Endrundenteilnahme die 30 Teilnahmen von Steve Davis. O’Sullivan erzielte auch sein 200. WM-Century-Break. Zweimal wurde ein Maximum Break erzielt, was es 2008 bereits einmal gegeben hatte; das „perfekte Break“ in einem WM-Finale gelang 2023 erstmals Mark Selby.

## Preisgeld
Wie schon in den vier Jahren zuvor lag die Gesamtsumme der Preisgelder bei 2.395.000 £, die sich wie folgt verteilten:
|                 | Preisgeld   |
| --------------- | ----------- |
| Sieger          | 500.000 £   |
| Finalist        | 200.000 £   |
| Halbfinalist    | 100.000 £   |
| Viertelfinalist | 50.000 £    |
| Achtelfinalist  | 30.000 £    |
| Letzte 32       | 20.000 £    |
| Letzte 48       | 15.000 £    |
| Letzte 80       | 10.000 £    |
| Letzte 112      | 5.000 £     |
| Höchstes Break  | 15.000 £    |
| Insgesamt       | 2.395.000 £ |

Der Hauptsponsor hatte einen Bonus von 40.000 £ für ein Maximum Break in der Hauptrunde und 10.000 £ für ein Maximum in der Qualifikationsrunde ausgelobt. Diese Boni liefen zusätzlich zu den normalen Preisgeldern.
Da es in diesem Jahr zwei Maximums gab, teilten sich zwei Spieler die Prämie: Kyren Wilson und Mark Selby bekamen jeweils 27.500 £ zusätzlich.

## Hauptrunde

### Erste Runde
Aufsehenerregendstes Ereignis der Auftaktrunde war eine Störaktion von Aktivisten, die sich am 17. April nach Beginn der Abendveranstaltung Zutritt zu den Tischen verschafften. Während eine Person aufgehalten werden konnte, konnte eine zweite Person auf einen der Tische steigen und ein orangefarbenes Pulver verteilen. Dadurch wurde das Tuch zerstört und die Partie zwischen Robert Milkins und Joe Perry, die gerade ihren Anfang genommen hatte, konnte an diesem Abend nicht mehr ausgetragen werden. Die Spieler mussten stattdessen auf die eigentlich spielfreie Mittagssession am Donnerstag ausweichen. Die zweite Partie zwischen Mark Allen und Fan Zhengyi, die sich bereits in der zweiten Session befand, wurde nach einer Pause zu Ende geführt.
Sportliches Aufsehen erregte in Runde 1 Kyren Wilson. Der Engländer erzielte gegen Ryan Day 5 Centurys und stellte damit die Bestleistung in einem Best-of-19-Crucible-Match ein. Eines davon war sogar ein Maximum Break, das 13. Break von 147 Punkten in der Crucible-Geschichte. Mit einem 10:5-Sieg zog er souverän ins Achtelfinale ein. Keine Probleme hatten auch die Ex-Weltmeister Mark Williams und Stuart Bingham mit klaren Siegen. John Higgins gegen David Grace und Neil Robertson gegen Neuling Wu Yize gelangen mit 10:3 die höchsten Erstrundenergebnisse. Wus Landsmann Fan Zhengyi hatte beim 5:10 gegen den Saisonbesten Mark Allen ebenfalls wenig Chancen. Auch Pang Junxu konnte gegen Titelverteidiger Ronnie O’Sullivan wenig ausrichten, vor allem weil er gleich am Anfang 0:5 in Rückstand geriet und erst nach einem Zwischenstand von 3:8 noch auf 7:10 verkürzen konnte.
Die anderen beiden Debütanten konnten dagegen überraschen. Si Jiahui ließ sich von einem anfänglichen Rückstand gegen Shaun Murphy nicht irritieren und übernahm beim Stand von 4:3 erstmals die Führung. Am Abend zog er sogar auf 9:6 davon, doch statt zu vollenden, musste er den Ausgleich durch Murphy hinnehmen. Er behielt aber die Nerven, legte im Decider einen entscheidenden Snooker und holte sich das Match. Deutlicher fiel der Sieg von Jak Jones aus. Der Waliser, der in der Qualifikation bereits Barry Hawkins geschlagen hatte, übernahm mit dem 2:1 die Führung und er blieb seinem Gegner Ali Carter bis zum 7:6 immer einen Schritt voraus. Dann gewann er sogar 3 Frames in Folge und mit 10:6 schaffte er als zweiter WM-Neuling in diesem Jahr einen Debütsieg im Crucible.
Die dritte und größte negative Überraschung war das Ausscheiden von Vorjahresfinalist Judd Trump. Trotz 2:0-Führung ging er gegen Anthony McGill mit 3:6 aus der ersten Session. In der zweiten Session hatte er, obwohl er erneut die ersten beiden Frames gewann, wenig entgegenzusetzen. So gewann der Schotte schließlich mit 10:6, sein erster Sieg gegen den Weltmeister von 2019 im achten Aufeinandertreffen. Das frühe Aus kam auch für Ding Junhui, der zuletzt aufsteigende Form gezeigt hatte. Bis zum 5:5 konnte er gegen Hossein Vafaei zwar mithalten, dann zog der Iraner aber entschlossen davon und holte 5 der nächsten 6 Frames zum 10:6-Sieg.
Andere Favoriten wie Mark Selby, Gary Wilson und Jack Lisowski mühten sich etwas mehr, kamen aber jeweils mit Vorsprung weiter. Neben Murphy und Si mussten aber noch zwei weitere Paare in den Entscheidungsframe. Luca Brecel führte zwar durchgängig gegen Ricky Walden, schaffte es aber nach 9:6-Führung nicht mit Vorsprung über die Ziellinie. Erst im Decider sicherte er sich mit einem 84er-Break das Weiterkommen. Obwohl er bereits 2012 als bis dahin jüngster Spieler die WM-Endrunde erreicht hatte, war das im sechsten Anlauf sein erstes Vordringen in Runde 2. Joe Perry genügte in dem wegen der Störaktion aufgeschobenen Match eine 5:0- und 7:2-Führung gegen Robert Milkins nicht. Beim Stand von 8:4 verlor er 5 Frames in Folge, konnte sich dann zwar noch in den Decider retten, den er aber klar verlor. Obwohl Milkins erstmals in seiner Karriere als Top-16-Spieler in der Weltrangliste für die Endrunde gesetzt gewesen war, erreichte er damit bereits zum vierten Mal das WM-Achtelfinale.

### Achtelfinale
In Runde 2 traf Hossein Vafaei auf Ronnie O’Sullivan. Besondere Aufmerksamkeit bekam das Match dadurch, dass der Iraner im Vorfeld öffentlich Kritik am Verhalten des Rekordweltmeisters bei ihrem letzten Aufeinandertreffen beim German Masters geübt hatte, das Vafaei mit 5:0 gewonnen hatte. Nach 0:4-Rückstand hatte der Engländer beim Anstoß einfach die Weiße wild in das Dreieck der Roten geschossen. Im Match schien Vafaei bei seinem ersten WM-Achtelfinalauftritt aber völlig überfordert. Bei seinem ersten Anstoß trieb er ebenfalls direkt die Roten auseinander und verlor prompt den Frame. O’Sullivan machte mit konzentriert gespielten hohen Breaks aus einem 2:1 ein 6:2 zum ersten Sessionende. In Session 2 hatte Vafaei dieser Leistung nichts mehr entgegenzusetzen, der Engländer gewann 7 Frames hintereinander und zog, ohne in eine dritte Session zu müssen, mit 13:2 ins Viertelfinale ein. O’Sullivan erzielte in der ersten Session sein 200. Century-Break bei einer Weltmeisterschaft und in Session 2 das 1200. seiner Karriere.
Mit zwei hohen Centurys startete John Higgins ideal in sein Match gegen Kyren Wilson und hinterließ damit offensichtlich Eindruck bei dem Engländer, der in der ersten Runde so sehr überzeugt hatte. Überraschenderweise mühte er sich vergebens gegen den Lauf von Higgins und trotz einiger knapperer Frames ging er in Session 1 mit 0:8 unter. Nachdem der Schotte zu Beginn der zweiten Session noch auf 10:0 erhöht hatte, ging es für Wilson eigentlich nur noch darum, überhaupt noch eine dritte Session zu erreichen. Zwei Frames konnte er noch gewinnen, doch wie zuvor O’Sullivan schaffte auch Higgins mit 13:2 das vorzeitige Weiterkommen und durch eine Session weniger hatte er einen freien Tag mehr.
Eine einseitige Partie wurde es auch zwischen Mark Allen und Stuart Bingham. Bis zum 3:4 konnte der Engländer mithalten, dann gewann Allen 8 Frames hintereinander und hätte das Match schon nach 2 Sessions beenden können, aber Bingham rettete sich mit einem Century im 16. Frame in Session 3. Doch die war schnell beendet, weil Allen mit dem Gewinn des ersten Frames zum 13:4 abschloss. Allen erzielte im Match 13 Breaks von mehr als 50 Punkten. Zweigeteilt und ähnlich deutlich war auch das Match von Mark Selby, der bis zum 6:6 in Gary Wilson einen gleichwertigen Gegner hatte. Von den nächsten 8 Frames gingen dann aber 7 an den viermaligen Weltmeister und mit 13:7 erreichte Selby das Viertelfinale.
Trump-Bezwinger Anthony McGill traf in Runde 2 auf dessen Freund Jack Lisowski und es sah ebenfalls nach einem einseitigen Match aus. 7:1 endete Session 1 für den Schotten und er zog sogar auf 10:1 davon, bevor Lisowski eine Aufholjagd begann. Auf 5:10 und 8:11 kam er heran, dann gewann aber McGill wieder 2 Frames am Stück und setzte sich damit mit 13:8 durch.
Luca Brecel kam mit seinem ersten Achtelfinale gut zurecht. Obwohl Mark Williams zunächst vorlegte, ging er mit 4:4 aus der ersten Session und kam mit leichtem spielerischem Übergewicht mit 9:7 aus der zweiten Session. Nach seinem vierten Century zum 11:8 wurde er zwar noch einmal nervös und Williams erkämpfte sich den Ausgleich, doch Brecel fand rechtzeitig in sein Spiel zurück und vollendete mit zwei hohen Breaks den 13:11-Sieg.
Neben diesen mehr oder weniger erwartbaren Ergebnissen gab es aber auch zwei große Überraschungen durch die beiden verbliebenen WM-Neulinge. Si Jiahui, bis dahin nicht einmal in den Top 64 der Welt, war seinem Gegner Robert Milkins durchweg überlegen. Die ersten drei Halbsessions gewann er jeweils mit 3:1 und den Vorsprung von 6 Frames verteidigte er dann bis zum Schlussstand von 13:7. Der 20-Jährige war der jüngste Spieler der letzten 25 Jahre, der das Viertelfinale erreichte. Dasselbe Ergebnis erzielte Jak Jones gegen Neil Robertson, wobei er mit dem Australier bis zum 5:5 gleichauf war. Dann gewann er 5 Frames in Folge. Die Gegenwehr von Robertson war danach nach 2 Frames schon wieder erschöpft und Jones holte sich die 3 verbleibenden Frames zum 13:7-Sieg.

### Viertelfinale
Zur Halbzeit des Turniers zeigte sich, dass die Spieler, die bislang besonders souverän durch das Turnier gekommen waren, nicht unbedingt die ersten Weltmeisterkandidaten sein müssen. Titelverteidiger Ronnie O’Sullivan legte zwar erneut eine erste 6:2-Session vor und konnte diesen Vorsprung in der zweiten Session, die 10:6 endete, behaupten, Gegner Luca Brecel war aber von einem ganz anderen Kaliber als zuvor Vafaei. In der entscheidenden Session bekam plötzlich der große Favorit keinen Fuß mehr auf den Boden, der Belgier holte nicht nur Frame um Frame auf, er zog vorbei und siegte mit 13:10, nachdem er 7 Frames in Folge gewonnen hatte. Umkämpft war eigentlich nur der erste der 7 Frames, die letzten 6 entschied Brecel jeweils mit einem Break von mindestens 60 Punkten, in den letzten 3 Frames machte O’Sullivan gar nur noch einen einzigen Punkt. Bemerkenswert war Brecels Spieltempo, der im Durchschnitt pro Stoß mehr als eine Sekunde weniger brauchte als O’Sullivan, der wegen seiner schnellen Spielweise den Spitznamen „The Rocket“ trägt.
Auch John Higgins, der bis dahin insgesamt nur 5 Frames abgegeben und dabei eine 10:0-Serie hingelegt hatte, zeigte ein ganz anderes Gesicht. Sein Gegner Mark Selby hatte bis dahin durchaus mehr kämpfen müssen, trotzdem war es das Duell zweier 4-facher Weltmeister. Die 3:0-Führung des Schotten schien zwar eine Fortsetzung der bisherigen Leistung, aber bereits zum ersten Sessionende konnte Selby mit drei Frames in Folge, in denen sein Gegner keinen Punkt machte, zum 4:4 ausgleichen. Danach gewann der Engländer die nächste Halbsession mit 3:1 und zwei weitere Frames, bis es beim Stand von 9:5 aus Zeitgründen zum vorzeitigen Sessionende kam. Auch die letzte Session wurde konstant von Selby dominiert, der auf 10:5 und 12:6 davonzog und sich nach einem letzten Century von Higgins den 20. Frame zum 13:7-Sieg holte.
War Brecels Sieg eine große Überraschung, so zeigte Si Jiahui im Turnierverlauf eine fast schon sensationelle Leistung. Der Chinese war erst zu Beginn der Saison auf die Profitour zurückgekehrt, nachdem er sich nach seinen ersten beiden Jahren nicht hatte halten können. Drei Qualifikationsrunden musste er vorab spielen und jetzt befand er sich im Viertelfinale der WM mit dem langjährigen Profi Anthony McGill auf Augenhöhe. In der ersten Session hatte er sogar Vorteile, bevor der Schotte auf 4:4 ausgleichen konnte. Die zweite Session ging hin und her und endete mit 8:8. In der Schlusssession ging McGill mit 10:8 und 11:9 in Führung, konnte aber den Vorsprung nicht verteidigen und sah sich plötzlich selbst einem 11:12-Rückstand gegenüber. Mit einem 130er-Break erzwang er den Decider, doch der 20-jährige WM-Debütant behielt die Nerven, nutzte einen Fehler von McGill und erkämpfte sich die Halbfinalteilnahme.
Auch der andere Debütant im Viertelfinale, Jak Jones, hielt die Partie lange offen, aber mit anderem Ausgang. Die ersten beiden Sessions glichen vom Verlauf her denen von Si und McGill und mit 8:8 ging es in die abschließende Runde. Beim Stand von 10:10 bekam dann aber Allen die Oberhand. Fehler von Jones brachten ihm den lange umkämpften 21. Frame und anschließend die Einstiegschance, die er zum 12:10 nutzte. Eine Stunde dauerte schließlich der nächste Frame, der erneut an den Nordiren ging und ihm den 13:10-Sieg brachte.

### Halbfinale
Die beiden Partien der Vorschlussrunde verliefen sehr gegensätzlich. Die beiden erfahrenen Spieler, Mark Allen (37) und Mark Selby (39), zeigten über drei Sessions eine ausgeglichene Partie. Die erste Session ging mit 5:3 an den Nordiren, für den es nach 2009 die zweite Halbfinalteilnahme war. Selby, vierfacher Weltmeister und erfolgreichster WM-Spieler des vergangenen Jahrzehnts, brachte aber seine spezielle Turniererfahrung auf den Tisch und drehte über 6:6 die Partie zur 7:6-Führung nach Session 2. Es war ein verbissener, langwieriger Kampf, der dazu führte, dass in der vorgegebenen Zeit nicht alle 8 Frames gespielt werden konnten. In der dritten Session zog Selby zwischenzeitlich auf 10:7 davon, doch Allen blieb dran und stellte mit dem 11:10 den vorherigen Abstand wieder her. Die vierte Session schien dann ein schnelles Ende zu nehmen, als der Engländer die ersten 5 Frames des Abends gewinnen konnte und mit 16:10 nur noch einen Frame vor dem Sieg stand. Doch Allen gab nicht auf und kämpfte sich wieder heran. Die Spiele wurden aber immer enger und das 15:16 gelang dem Nordiren erst in einem umkämpften Spiel um die Farben. Im 32. Frame verschoss er dann einen langen Einsteiger und Selby konnte das zu einem vorentscheidenden 64-Punkte-Break nutzen und nach einer weiteren Einstiegschance vollendete er zum 17:15-Sieg und seinem 6. Finaleinzug.
In der anderen Partie zeigte der erfahrenere Spieler anfangs gar keine überzeugende Leistung. Schon in der ersten Session geriet Luca Brecel (28) mit 3:5 in Rückstand und Si Jiahui (20), der ein hohes Break an das nächste reihte, zog in der zweiten Session auf 11:5 davon. Es schien so, als würde der 20-jährige Chinese nicht nur der zweite WM-Debütant nach Terry Griffiths 1979 werden, der ins Finale kommt, sondern der jüngste Crucible-Finalist überhaupt. Der Chinese gewann die ersten 3 Frames der dritten Session mit Breaks von mindestens 90 Punkten, dann startete Brecel eine unglaubliche Aufholjagd. Aus 5:14 machte er am Freitagabend ein 10:14 und in der Abschlusssession setzte er am Tag darauf seine Gewinnserie unerbittlich fort, schaffte nicht nur den 14:14-Ausgleich, sondern zog mit dem 11. Framegewinn in Folge auf 16:14 davon. Si blieb noch ein Frame mit einem 84er-Break, dann zog er in einem wechselhaften 32. Frame den Kürzeren und musste trotz einer zwischenzeitlichen Führung mit 9 Frames eine Niederlage hinnehmen. Es war der größte Rückstand, der jemals im Crucible aufgeholt und in einen Sieg verwandelt werden konnte. Im Finale 1985 hatte Dennis Taylor schon einmal einen 0:8-Fehlstart in einen Turniersieg im Decider verwandeln können.

### Turnierplan
16 Spieler waren aufgrund ihrer Weltranglistenplatzierung gesetzt. Ihre 16 Erstrundengegner hatten sich zuvor in der Qualifikation durchgesetzt. Nicht dabei war der Weltranglistenneunte Zhao Xintong, der aufgrund einer laufenden Untersuchung bis nach der Weltmeisterschaft vorläufig suspendiert worden ist.
|  | Runde der letzten 32 Best of 19 Frames Sessions (9/10) 15.–20. April | Runde der letzten 32 Best of 19 Frames Sessions (9/10) 15.–20. April | Runde der letzten 32 Best of 19 Frames Sessions (9/10) 15.–20. April |                |    | Achtelfinale Best of 25 Frames Sessions (8/8/9) 20.–24. April | Achtelfinale Best of 25 Frames Sessions (8/8/9) 20.–24. April | Achtelfinale Best of 25 Frames Sessions (8/8/9) 20.–24. April |  |  | Viertelfinale Best of 25 Frames Sessions (8/8/9) 25./26. April | Viertelfinale Best of 25 Frames Sessions (8/8/9) 25./26. April | Viertelfinale Best of 25 Frames Sessions (8/8/9) 25./26. April |  |  | Halbfinale Best of 33 Frames Sessions (8/8/8/9) 27.–29. April | Halbfinale Best of 33 Frames Sessions (8/8/8/9) 27.–29. April | Halbfinale Best of 33 Frames Sessions (8/8/8/9) 27.–29. April |  |  | Finale Best of 35 Frames Sessions (8/9/8/10) 30. April / 1. Mai | Finale Best of 35 Frames Sessions (8/9/8/10) 30. April / 1. Mai | Finale Best of 35 Frames Sessions (8/9/8/10) 30. April / 1. Mai |  |
|  |                                                                      |                                                                      |                                                                      |                |    |                                                               |                                                               |                                                               |  |  |                                                                |                                                                |                                                                |  |  |                                                               |                                                               |                                                               |  |  |                                                                 |                                                                 |                                                                 |  |
|  | 1                                                                    | 1                                                                    | Ronnie O’Sullivan                                                    | 10             |    |                                                               |                                                               |                                                               |  |  |                                                                |                                                                |                                                                |  |  |                                                               |                                                               |                                                               |  |  |                                                                 |                                                                 |                                                                 |  |
|  | 2                                                                    | 33                                                                   | Pang Junxu                                                           | 7              |    |                                                               |                                                               |                                                               |  |  |                                                                |                                                                |                                                                |  |  |                                                               |                                                               |                                                               |  |  |                                                                 |                                                                 |                                                                 |  |
|  | 3                                                                    | 33                                                                   | Pang Junxu                                                           | 7              | 1  | Ronnie O’Sullivan                                             | 13                                                            |                                                               |  |  |                                                                |                                                                |                                                                |  |  |                                                               |                                                               |                                                               |  |  |                                                                 |                                                                 |                                                                 |  |
|  | 4                                                                    |                                                                      |                                                                      |                | 1  | Ronnie O’Sullivan                                             | 13                                                            |                                                               |  |  |                                                                |                                                                |                                                                |  |  |                                                               |                                                               |                                                               |  |  |                                                                 |                                                                 |                                                                 |  |
|  | 5                                                                    |                                                                      | 21                                                                   | Hossein Vafaei | 2  |                                                               |                                                               |                                                               |  |  |                                                                |                                                                |                                                                |  |  |                                                               |                                                               |                                                               |  |  |                                                                 |                                                                 |                                                                 |  |
|  | 6                                                                    | 16                                                                   | 21                                                                   | Hossein Vafaei | 2  | Ding Junhui                                                   | 6                                                             |                                                               |  |  |                                                                |                                                                |                                                                |  |  |                                                               |                                                               |                                                               |  |  |                                                                 |                                                                 |                                                                 |  |
|  | 7                                                                    | 16                                                                   |                                                                      |                |    | Ding Junhui                                                   | 6                                                             |                                                               |  |  |                                                                |                                                                |                                                                |  |  |                                                               |                                                               |                                                               |  |  |                                                                 |                                                                 |                                                                 |  |
|  | 8                                                                    | 21                                                                   | Hossein Vafaei                                                       | 10             |    |                                                               |                                                               |                                                               |  |  |                                                                |                                                                |                                                                |  |  |                                                               |                                                               |                                                               |  |  |                                                                 |                                                                 |                                                                 |  |
|  | 9                                                                    | 21                                                                   | Hossein Vafaei                                                       | 10             | 1  | Ronnie O’Sullivan                                             | 10                                                            |                                                               |  |  |                                                                |                                                                |                                                                |  |  |                                                               |                                                               |                                                               |  |  |                                                                 |                                                                 |                                                                 |  |
|  | 10                                                                   |                                                                      |                                                                      |                | 1  | Ronnie O’Sullivan                                             | 10                                                            |                                                               |  |  |                                                                |                                                                |                                                                |  |  |                                                               |                                                               |                                                               |  |  |                                                                 |                                                                 |                                                                 |  |
|  | 11                                                                   |                                                                      | 9                                                                    | Luca Brecel    | 13 |                                                               |                                                               |                                                               |  |  |                                                                |                                                                |                                                                |  |  |                                                               |                                                               |                                                               |  |  |                                                                 |                                                                 |                                                                 |  |
|  | 12                                                                   | 9                                                                    | 9                                                                    | Luca Brecel    | 13 | Luca Brecel                                                   | 10                                                            |                                                               |  |  |                                                                |                                                                |                                                                |  |  |                                                               |                                                               |                                                               |  |  |                                                                 |                                                                 |                                                                 |  |
|  | 13                                                                   | 9                                                                    |                                                                      |                |    | Luca Brecel                                                   | 10                                                            |                                                               |  |  |                                                                |                                                                |                                                                |  |  |                                                               |                                                               |                                                               |  |  |                                                                 |                                                                 |                                                                 |  |
|  | 14                                                                   | 22                                                                   | Ricky Walden                                                         | 9              |    |                                                               |                                                               |                                                               |  |  |                                                                |                                                                |                                                                |  |  |                                                               |                                                               |                                                               |  |  |                                                                 |                                                                 |                                                                 |  |
|  | 15                                                                   | 22                                                                   | Ricky Walden                                                         | 9              | 9  | Luca Brecel                                                   | 13                                                            |                                                               |  |  |                                                                |                                                                |                                                                |  |  |                                                               |                                                               |                                                               |  |  |                                                                 |                                                                 |                                                                 |  |
|  | 16                                                                   |                                                                      |                                                                      |                | 9  | Luca Brecel                                                   | 13                                                            |                                                               |  |  |                                                                |                                                                |                                                                |  |  |                                                               |                                                               |                                                               |  |  |                                                                 |                                                                 |                                                                 |  |
|  | 17                                                                   |                                                                      | 8                                                                    | Mark Williams  | 11 |                                                               |                                                               |                                                               |  |  |                                                                |                                                                |                                                                |  |  |                                                               |                                                               |                                                               |  |  |                                                                 |                                                                 |                                                                 |  |
|  | 18                                                                   | 8                                                                    | 8                                                                    | Mark Williams  | 11 | Mark Williams                                                 | 10                                                            |                                                               |  |  |                                                                |                                                                |                                                                |  |  |                                                               |                                                               |                                                               |  |  |                                                                 |                                                                 |                                                                 |  |
|  | 19                                                                   | 8                                                                    |                                                                      |                |    | Mark Williams                                                 | 10                                                            |                                                               |  |  |                                                                |                                                                |                                                                |  |  |                                                               |                                                               |                                                               |  |  |                                                                 |                                                                 |                                                                 |  |
|  | 20                                                                   | 25                                                                   | Jimmy Robertson                                                      | 5              |    |                                                               |                                                               |                                                               |  |  |                                                                |                                                                |                                                                |  |  |                                                               |                                                               |                                                               |  |  |                                                                 |                                                                 |                                                                 |  |
|  | 21                                                                   | 25                                                                   | Jimmy Robertson                                                      | 5              | 9  | Luca Brecel                                                   | 17                                                            |                                                               |  |  |                                                                |                                                                |                                                                |  |  |                                                               |                                                               |                                                               |  |  |                                                                 |                                                                 |                                                                 |  |
|  | 22                                                                   |                                                                      |                                                                      |                | 9  | Luca Brecel                                                   | 17                                                            |                                                               |  |  |                                                                |                                                                |                                                                |  |  |                                                               |                                                               |                                                               |  |  |                                                                 |                                                                 |                                                                 |  |
|  | 23                                                                   |                                                                      | 74                                                                   | Si Jiahui      | 15 |                                                               |                                                               |                                                               |  |  |                                                                |                                                                |                                                                |  |  |                                                               |                                                               |                                                               |  |  |                                                                 |                                                                 |                                                                 |  |
|  | 24                                                                   | 5                                                                    | 74                                                                   | Si Jiahui      | 15 | Judd Trump                                                    | 6                                                             |                                                               |  |  |                                                                |                                                                |                                                                |  |  |                                                               |                                                               |                                                               |  |  |                                                                 |                                                                 |                                                                 |  |
|  | 25                                                                   | 5                                                                    |                                                                      |                |    | Judd Trump                                                    | 6                                                             |                                                               |  |  |                                                                |                                                                |                                                                |  |  |                                                               |                                                               |                                                               |  |  |                                                                 |                                                                 |                                                                 |  |
|  | 26                                                                   | 19                                                                   | Anthony McGill                                                       | 10             |    |                                                               |                                                               |                                                               |  |  |                                                                |                                                                |                                                                |  |  |                                                               |                                                               |                                                               |  |  |                                                                 |                                                                 |                                                                 |  |
|  | 27                                                                   | 19                                                                   | Anthony McGill                                                       | 10             | 19 | Anthony McGill                                                | 13                                                            |                                                               |  |  |                                                                |                                                                |                                                                |  |  |                                                               |                                                               |                                                               |  |  |                                                                 |                                                                 |                                                                 |  |
|  | 28                                                                   |                                                                      |                                                                      |                | 19 | Anthony McGill                                                | 13                                                            |                                                               |  |  |                                                                |                                                                |                                                                |  |  |                                                               |                                                               |                                                               |  |  |                                                                 |                                                                 |                                                                 |  |
|  | 29                                                                   |                                                                      | 12                                                                   | Jack Lisowski  | 8  |                                                               |                                                               |                                                               |  |  |                                                                |                                                                |                                                                |  |  |                                                               |                                                               |                                                               |  |  |                                                                 |                                                                 |                                                                 |  |
|  | 30                                                                   | 12                                                                   | 12                                                                   | Jack Lisowski  | 8  | Jack Lisowski                                                 | 10                                                            |                                                               |  |  |                                                                |                                                                |                                                                |  |  |                                                               |                                                               |                                                               |  |  |                                                                 |                                                                 |                                                                 |  |
|  | 31                                                                   | 12                                                                   |                                                                      |                |    | Jack Lisowski                                                 | 10                                                            |                                                               |  |  |                                                                |                                                                |                                                                |  |  |                                                               |                                                               |                                                               |  |  |                                                                 |                                                                 |                                                                 |  |
|  | 32                                                                   | 30                                                                   | Noppon Saengkham                                                     | 7              |    |                                                               |                                                               |                                                               |  |  |                                                                |                                                                |                                                                |  |  |                                                               |                                                               |                                                               |  |  |                                                                 |                                                                 |                                                                 |  |
|  | 33                                                                   | 30                                                                   | Noppon Saengkham                                                     | 7              | 19 | Anthony McGill                                                | 12                                                            |                                                               |  |  |                                                                |                                                                |                                                                |  |  |                                                               |                                                               |                                                               |  |  |                                                                 |                                                                 |                                                                 |  |
|  | 34                                                                   |                                                                      |                                                                      |                | 19 | Anthony McGill                                                | 12                                                            |                                                               |  |  |                                                                |                                                                |                                                                |  |  |                                                               |                                                               |                                                               |  |  |                                                                 |                                                                 |                                                                 |  |
|  | 35                                                                   |                                                                      | 74                                                                   | Si Jiahui      | 13 |                                                               |                                                               |                                                               |  |  |                                                                |                                                                |                                                                |  |  |                                                               |                                                               |                                                               |  |  |                                                                 |                                                                 |                                                                 |  |
|  | 36                                                                   | 13                                                                   | 74                                                                   | Si Jiahui      | 13 | Robert Milkins 1                                              | 10                                                            |                                                               |  |  |                                                                |                                                                |                                                                |  |  |                                                               |                                                               |                                                               |  |  |                                                                 |                                                                 |                                                                 |  |
|  | 37                                                                   | 13                                                                   |                                                                      |                |    | Robert Milkins 1                                              | 10                                                            |                                                               |  |  |                                                                |                                                                |                                                                |  |  |                                                               |                                                               |                                                               |  |  |                                                                 |                                                                 |                                                                 |  |
|  | 38                                                                   | 29                                                                   | Joe Perry                                                            | 9              |    |                                                               |                                                               |                                                               |  |  |                                                                |                                                                |                                                                |  |  |                                                               |                                                               |                                                               |  |  |                                                                 |                                                                 |                                                                 |  |
|  | 39                                                                   | 29                                                                   | Joe Perry                                                            | 9              | 13 | Robert Milkins                                                | 7                                                             |                                                               |  |  |                                                                |                                                                |                                                                |  |  |                                                               |                                                               |                                                               |  |  |                                                                 |                                                                 |                                                                 |  |
|  | 40                                                                   |                                                                      |                                                                      |                | 13 | Robert Milkins                                                | 7                                                             |                                                               |  |  |                                                                |                                                                |                                                                |  |  |                                                               |                                                               |                                                               |  |  |                                                                 |                                                                 |                                                                 |  |
|  | 41                                                                   |                                                                      | 74                                                                   | Si Jiahui      | 13 |                                                               |                                                               |                                                               |  |  |                                                                |                                                                |                                                                |  |  |                                                               |                                                               |                                                               |  |  |                                                                 |                                                                 |                                                                 |  |
|  | 42                                                                   | 4                                                                    | 74                                                                   | Si Jiahui      | 13 | Shaun Murphy                                                  | 9                                                             |                                                               |  |  |                                                                |                                                                |                                                                |  |  |                                                               |                                                               |                                                               |  |  |                                                                 |                                                                 |                                                                 |  |
|  | 43                                                                   | 4                                                                    |                                                                      |                |    | Shaun Murphy                                                  | 9                                                             |                                                               |  |  |                                                                |                                                                |                                                                |  |  |                                                               |                                                               |                                                               |  |  |                                                                 |                                                                 |                                                                 |  |
|  | 44                                                                   | 74                                                                   | Si Jiahui                                                            | 10             |    |                                                               |                                                               |                                                               |  |  |                                                                |                                                                |                                                                |  |  |                                                               |                                                               |                                                               |  |  |                                                                 |                                                                 |                                                                 |  |
|  | 45                                                                   | 74                                                                   | Si Jiahui                                                            | 10             | 9  | Luca Brecel                                                   | 18                                                            |                                                               |  |  |                                                                |                                                                |                                                                |  |  |                                                               |                                                               |                                                               |  |  |                                                                 |                                                                 |                                                                 |  |
|  | 46                                                                   |                                                                      |                                                                      |                | 9  | Luca Brecel                                                   | 18                                                            |                                                               |  |  |                                                                |                                                                |                                                                |  |  |                                                               |                                                               |                                                               |  |  |                                                                 |                                                                 |                                                                 |  |
|  | 47                                                                   |                                                                      | 2                                                                    | Mark Selby     | 15 |                                                               |                                                               |                                                               |  |  |                                                                |                                                                |                                                                |  |  |                                                               |                                                               |                                                               |  |  |                                                                 |                                                                 |                                                                 |  |
|  | 48                                                                   | 3                                                                    | 2                                                                    | Mark Selby     | 15 | Mark Allen                                                    | 10                                                            |                                                               |  |  |                                                                |                                                                |                                                                |  |  |                                                               |                                                               |                                                               |  |  |                                                                 |                                                                 |                                                                 |  |
|  | 49                                                                   | 3                                                                    |                                                                      |                |    | Mark Allen                                                    | 10                                                            |                                                               |  |  |                                                                |                                                                |                                                                |  |  |                                                               |                                                               |                                                               |  |  |                                                                 |                                                                 |                                                                 |  |
|  | 50                                                                   | 34                                                                   | Fan Zhengyi                                                          | 5              |    |                                                               |                                                               |                                                               |  |  |                                                                |                                                                |                                                                |  |  |                                                               |                                                               |                                                               |  |  |                                                                 |                                                                 |                                                                 |  |
|  | 51                                                                   | 34                                                                   | Fan Zhengyi                                                          | 5              | 3  | Mark Allen                                                    | 13                                                            |                                                               |  |  |                                                                |                                                                |                                                                |  |  |                                                               |                                                               |                                                               |  |  |                                                                 |                                                                 |                                                                 |  |
|  | 52                                                                   |                                                                      |                                                                      |                | 3  | Mark Allen                                                    | 13                                                            |                                                               |  |  |                                                                |                                                                |                                                                |  |  |                                                               |                                                               |                                                               |  |  |                                                                 |                                                                 |                                                                 |  |
|  | 53                                                                   |                                                                      | 14                                                                   | Stuart Bingham | 4  |                                                               |                                                               |                                                               |  |  |                                                                |                                                                |                                                                |  |  |                                                               |                                                               |                                                               |  |  |                                                                 |                                                                 |                                                                 |  |
|  | 54                                                                   | 14                                                                   | 14                                                                   | Stuart Bingham | 4  | Stuart Bingham                                                | 10                                                            |                                                               |  |  |                                                                |                                                                |                                                                |  |  |                                                               |                                                               |                                                               |  |  |                                                                 |                                                                 |                                                                 |  |
|  | 55                                                                   | 14                                                                   |                                                                      |                |    | Stuart Bingham                                                | 10                                                            |                                                               |  |  |                                                                |                                                                |                                                                |  |  |                                                               |                                                               |                                                               |  |  |                                                                 |                                                                 |                                                                 |  |
|  | 56                                                                   | 20                                                                   | David Gilbert                                                        | 4              |    |                                                               |                                                               |                                                               |  |  |                                                                |                                                                |                                                                |  |  |                                                               |                                                               |                                                               |  |  |                                                                 |                                                                 |                                                                 |  |
|  | 57                                                                   | 20                                                                   | David Gilbert                                                        | 4              | 3  | Mark Allen                                                    | 13                                                            |                                                               |  |  |                                                                |                                                                |                                                                |  |  |                                                               |                                                               |                                                               |  |  |                                                                 |                                                                 |                                                                 |  |
|  | 58                                                                   |                                                                      |                                                                      |                | 3  | Mark Allen                                                    | 13                                                            |                                                               |  |  |                                                                |                                                                |                                                                |  |  |                                                               |                                                               |                                                               |  |  |                                                                 |                                                                 |                                                                 |  |
|  | 59                                                                   |                                                                      | 50                                                                   | Jak Jones      | 10 |                                                               |                                                               |                                                               |  |  |                                                                |                                                                |                                                                |  |  |                                                               |                                                               |                                                               |  |  |                                                                 |                                                                 |                                                                 |  |
|  | 60                                                                   | 11                                                                   | 50                                                                   | Jak Jones      | 10 | Ali Carter                                                    | 6                                                             |                                                               |  |  |                                                                |                                                                |                                                                |  |  |                                                               |                                                               |                                                               |  |  |                                                                 |                                                                 |                                                                 |  |
|  | 61                                                                   | 11                                                                   |                                                                      |                |    | Ali Carter                                                    | 6                                                             |                                                               |  |  |                                                                |                                                                |                                                                |  |  |                                                               |                                                               |                                                               |  |  |                                                                 |                                                                 |                                                                 |  |
|  | 62                                                                   | 50                                                                   | Jak Jones                                                            | 10             |    |                                                               |                                                               |                                                               |  |  |                                                                |                                                                |                                                                |  |  |                                                               |                                                               |                                                               |  |  |                                                                 |                                                                 |                                                                 |  |
|  | 63                                                                   | 50                                                                   | Jak Jones                                                            | 10             | 50 | Jak Jones                                                     | 13                                                            |                                                               |  |  |                                                                |                                                                |                                                                |  |  |                                                               |                                                               |                                                               |  |  |                                                                 |                                                                 |                                                                 |  |
|  | 64                                                                   |                                                                      |                                                                      |                | 50 | Jak Jones                                                     | 13                                                            |                                                               |  |  |                                                                |                                                                |                                                                |  |  |                                                               |                                                               |                                                               |  |  |                                                                 |                                                                 |                                                                 |  |
|  | 65                                                                   |                                                                      | 6                                                                    | Neil Robertson | 7  |                                                               |                                                               |                                                               |  |  |                                                                |                                                                |                                                                |  |  |                                                               |                                                               |                                                               |  |  |                                                                 |                                                                 |                                                                 |  |
|  | 66                                                                   | 6                                                                    | 6                                                                    | Neil Robertson | 7  | Neil Robertson                                                | 10                                                            |                                                               |  |  |                                                                |                                                                |                                                                |  |  |                                                               |                                                               |                                                               |  |  |                                                                 |                                                                 |                                                                 |  |
|  | 67                                                                   | 6                                                                    |                                                                      |                |    | Neil Robertson                                                | 10                                                            |                                                               |  |  |                                                                |                                                                |                                                                |  |  |                                                               |                                                               |                                                               |  |  |                                                                 |                                                                 |                                                                 |  |
|  | 68                                                                   | 58                                                                   | Wu Yize                                                              | 3              |    |                                                               |                                                               |                                                               |  |  |                                                                |                                                                |                                                                |  |  |                                                               |                                                               |                                                               |  |  |                                                                 |                                                                 |                                                                 |  |
|  | 69                                                                   | 58                                                                   | Wu Yize                                                              | 3              | 3  | Mark Allen                                                    | 15                                                            |                                                               |  |  |                                                                |                                                                |                                                                |  |  |                                                               |                                                               |                                                               |  |  |                                                                 |                                                                 |                                                                 |  |
|  | 70                                                                   |                                                                      |                                                                      |                | 3  | Mark Allen                                                    | 15                                                            |                                                               |  |  |                                                                |                                                                |                                                                |  |  |                                                               |                                                               |                                                               |  |  |                                                                 |                                                                 |                                                                 |  |
|  | 71                                                                   |                                                                      | 2                                                                    | Mark Selby     | 17 |                                                               |                                                               |                                                               |  |  |                                                                |                                                                |                                                                |  |  |                                                               |                                                               |                                                               |  |  |                                                                 |                                                                 |                                                                 |  |
|  | 72                                                                   | 7                                                                    | 2                                                                    | Mark Selby     | 17 | Kyren Wilson                                                  | 10                                                            |                                                               |  |  |                                                                |                                                                |                                                                |  |  |                                                               |                                                               |                                                               |  |  |                                                                 |                                                                 |                                                                 |  |
|  | 73                                                                   | 7                                                                    |                                                                      |                |    | Kyren Wilson                                                  | 10                                                            |                                                               |  |  |                                                                |                                                                |                                                                |  |  |                                                               |                                                               |                                                               |  |  |                                                                 |                                                                 |                                                                 |  |
|  | 74                                                                   | 17                                                                   | Ryan Day                                                             | 5              |    |                                                               |                                                               |                                                               |  |  |                                                                |                                                                |                                                                |  |  |                                                               |                                                               |                                                               |  |  |                                                                 |                                                                 |                                                                 |  |
|  | 75                                                                   | 17                                                                   | Ryan Day                                                             | 5              | 7  | Kyren Wilson                                                  | 2                                                             |                                                               |  |  |                                                                |                                                                |                                                                |  |  |                                                               |                                                               |                                                               |  |  |                                                                 |                                                                 |                                                                 |  |
|  | 76                                                                   |                                                                      |                                                                      |                | 7  | Kyren Wilson                                                  | 2                                                             |                                                               |  |  |                                                                |                                                                |                                                                |  |  |                                                               |                                                               |                                                               |  |  |                                                                 |                                                                 |                                                                 |  |
|  | 77                                                                   |                                                                      | 10                                                                   | John Higgins   | 13 |                                                               |                                                               |                                                               |  |  |                                                                |                                                                |                                                                |  |  |                                                               |                                                               |                                                               |  |  |                                                                 |                                                                 |                                                                 |  |
|  | 78                                                                   | 10                                                                   | 10                                                                   | John Higgins   | 13 | John Higgins                                                  | 10                                                            |                                                               |  |  |                                                                |                                                                |                                                                |  |  |                                                               |                                                               |                                                               |  |  |                                                                 |                                                                 |                                                                 |  |
|  | 79                                                                   | 10                                                                   |                                                                      |                |    | John Higgins                                                  | 10                                                            |                                                               |  |  |                                                                |                                                                |                                                                |  |  |                                                               |                                                               |                                                               |  |  |                                                                 |                                                                 |                                                                 |  |
|  | 80                                                                   | 60                                                                   | David Grace                                                          | 3              |    |                                                               |                                                               |                                                               |  |  |                                                                |                                                                |                                                                |  |  |                                                               |                                                               |                                                               |  |  |                                                                 |                                                                 |                                                                 |  |
|  | 81                                                                   | 60                                                                   | David Grace                                                          | 3              | 10 | John Higgins                                                  | 7                                                             |                                                               |  |  |                                                                |                                                                |                                                                |  |  |                                                               |                                                               |                                                               |  |  |                                                                 |                                                                 |                                                                 |  |
|  | 82                                                                   |                                                                      |                                                                      |                | 10 | John Higgins                                                  | 7                                                             |                                                               |  |  |                                                                |                                                                |                                                                |  |  |                                                               |                                                               |                                                               |  |  |                                                                 |                                                                 |                                                                 |  |
|  | 83                                                                   |                                                                      | 2                                                                    | Mark Selby     | 13 |                                                               |                                                               |                                                               |  |  |                                                                |                                                                |                                                                |  |  |                                                               |                                                               |                                                               |  |  |                                                                 |                                                                 |                                                                 |  |
|  | 84                                                                   | 15                                                                   | 2                                                                    | Mark Selby     | 13 | Gary Wilson                                                   | 10                                                            |                                                               |  |  |                                                                |                                                                |                                                                |  |  |                                                               |                                                               |                                                               |  |  |                                                                 |                                                                 |                                                                 |  |
|  | 85                                                                   | 15                                                                   |                                                                      |                |    | Gary Wilson                                                   | 10                                                            |                                                               |  |  |                                                                |                                                                |                                                                |  |  |                                                               |                                                               |                                                               |  |  |                                                                 |                                                                 |                                                                 |  |
|  | 86                                                                   | 56                                                                   | Elliot Slessor                                                       | 8              |    |                                                               |                                                               |                                                               |  |  |                                                                |                                                                |                                                                |  |  |                                                               |                                                               |                                                               |  |  |                                                                 |                                                                 |                                                                 |  |
|  | 87                                                                   | 56                                                                   | Elliot Slessor                                                       | 8              | 15 | Gary Wilson                                                   | 7                                                             |                                                               |  |  |                                                                |                                                                |                                                                |  |  |                                                               |                                                               |                                                               |  |  |                                                                 |                                                                 |                                                                 |  |
|  | 88                                                                   |                                                                      |                                                                      |                | 15 | Gary Wilson                                                   | 7                                                             |                                                               |  |  |                                                                |                                                                |                                                                |  |  |                                                               |                                                               |                                                               |  |  |                                                                 |                                                                 |                                                                 |  |
|  | 89                                                                   |                                                                      | 2                                                                    | Mark Selby     | 13 |                                                               |                                                               |                                                               |  |  |                                                                |                                                                |                                                                |  |  |                                                               |                                                               |                                                               |  |  |                                                                 |                                                                 |                                                                 |  |
|  | 90                                                                   | 2                                                                    | 2                                                                    | Mark Selby     | 13 | Mark Selby                                                    | 10                                                            |                                                               |  |  |                                                                |                                                                |                                                                |  |  |                                                               |                                                               |                                                               |  |  |                                                                 |                                                                 |                                                                 |  |
|  | 91                                                                   | 2                                                                    |                                                                      |                |    | Mark Selby                                                    | 10                                                            |                                                               |  |  |                                                                |                                                                |                                                                |  |  |                                                               |                                                               |                                                               |  |  |                                                                 |                                                                 |                                                                 |  |
|  | 92                                                                   | 27                                                                   | Matthew Selt                                                         | 8              |    |                                                               |                                                               |                                                               |  |  |                                                                |                                                                |                                                                |  |  |                                                               |                                                               |                                                               |  |  |                                                                 |                                                                 |                                                                 |  |

### Finale
Anfang April 2023 wurde als Schiedsrichter des WM-Endspiels der Engländer Brendan Moore benannt, der mit der Leitung des Finales seine Schiedsrichterkarriere beendete.
Mit Mark Selby (39) und Luca Brecel (28) trafen zwei Snookergenerationen aufeinander. Für Selby als Favoriten sprachen vor allem Erfahrung und Routine. 5 Mal hatte er bereits ein Weltmeisterschaftsfinale erreicht und die letzten 4 Mal auch den Titel gewonnen. Die langjährige Nummer 1 der Weltrangliste hatte seit 2016 außer beim Sonderformat Shoot-Out jedes Turnier gewonnen, bei dem er das Finale erreicht hatte. Insgesamt hatte er 22 Ranglistentitel gewonnen. Brecel war 2012 mit 17 Jahren der bislang jüngste WM-Teilnehmer im Crucible, weder damals noch in den Jahren dazwischen konnte er allerdings ein Crucible-Match gewinnen. Er hatte 3 Ranglistentitel vorzuweisen und war in dieser Saison erstmals in die Top 10 der Weltrangliste vorgedrungen. Für ihn sprach vor allem der diesjährige Turnierverlauf mit einem Sieg gegen den Titelverteidiger Ronnie O’Sullivan und eine bislang einmalige Wende im schon verloren scheinenden Halbfinale gegen Si Jiahui.
Anders als in den vorangegangenen beiden Runden war der Belgier diesmal von Anfang an präsent, übernahm mit 3:0 die Führung und baute sie zum Ende der Session auf 6:2 aus. Am ersten Abend gewann dann Selby erstmals eine Halbsession und kam wieder auf 5:7 heran. Brecel konnte zwischenzeitlich wieder etwas Abstand gewinnen, aber mit drei Framegewinnen in Folge, gekrönt von einem 147-Punkte-Break in Frame 16, dem ersten Maximum Break in einem WM-Finale, hatte Selby die Partie nach dem ersten Tag mit 8:9 beinahe ausgeglichen.
Die zweite Nachmittagssession brachte jedoch einen Rückschlag für den Engländer. Mit drei Centurys in den ersten 4 Frames spielte Brecel einen Vorsprung von 5 Frames heraus, den er unter anderem mit einem weiteren Century bis zum Sessionende verteidigen konnte.  Mit dem Gewinn des Auftaktframes in der entscheidenden Abendsession führte der Belgier schon 16:10. Doch Selby, bekannt für seinen Kampfgeist, kam noch einmal zurück. Frame für Frame holte er auf, während sich bei Brecel angesichts der nahenden Entscheidung die Fehler häuften und er schließlich drei Frames lang überhaupt keinen Punkt erzielte. Doch erneut kam Selby nur bis auf einen Frame zum 15:16 heran. Dann gelang Brecel nach einem Lochfehler von Selby erstmals wieder ein größeres Break, das zum Framegewinn reichte, und mit seinem fünften Century im Match holte er sich anschließend den letzten Punkt zum 18:15-Sieg.
Brecel war erst der vierte Nicht-Brite, der Weltmeister wurde, und der erste europäische Titelträger, der nicht von den Britischen Inseln (Großbritannien und Irland) kam. 131 Frames musste er im Turnierverlauf spielen, so viele wie noch kein Titelgewinner zuvor im Crucible.
| Finale: Best of 35 Frames Schiedsrichter/in: Brendan Moore Crucible Theatre, Sheffield, England, 30. April / 1. Mai 2023 |                |            |
| Luca Brecel | 18:15          | Mark Selby |
| Session 1: 77:0 (77), 79:39, 90:28 (90), 38:94 (54), 90:23 (67), 71:55, 9:66 (62), 70:6 (70) Session 2: 0:134 (134), 126:14 (99), 12:96 (96), 50:67, 72:4 (72), 67:19 (67), 1:76 (61), 0:147 (147), 48:71 Session 3: 113:24 (113), 73:0, 101:35 (101), 141:0 (141), 35:86 (63), 56:78 (MS 54), 119:0 (119), 60:40 Session 4: 67:8 (67), 20:78 (78), 36:50, 0:122 (122), 0:81 (50), 0:95 (52), 66:2 (51), 112:0 (112) |                |            |
| 141 | Höchstes Break | 147        |
| 5 | Century-Breaks | 3          |
| 14 | 50+-Breaks     | 12         |

## Qualifikation
16 Spieler der Top 17 in der Weltrangliste waren für das Hauptturnier gesetzt. Ihre 16 Herausforderer wurden über die Qualifikation ermittelt. Zu den 128 Teilnehmern gehörten die Profispieler ab Platz 18. 16 Amateurspieler waren im Vorfeld von der WPBSA nach verschiedenen Kriterien ausgewählt worden und hatten eine Wild Card bekommen.
Eine ganze Reihe von Profispielern durfte allerdings nicht teilnehmen, weil gegen sie Untersuchungen wegen Spielmanipulationen eingeleitet und sie über die Weltmeisterschaft hinaus gesperrt worden waren. Neun Spieler aus der Q School Order of Merit rückten auf die frei gebliebenen Plätze nach.
Die vier Qualifikationsrunden fanden vom 3. bis 12. April 2023 im English Institute of Sport in Sheffield statt. Anders als in den Jahren zuvor, als die ersten drei Runden im Best-of-11-Modus gespielt worden waren, wurden diesmal alle Qualifikationsspiele über 10 Gewinnframes gespielt (Best-of-19-Modus).

### Runde 1
64 Spieler (Platz 81–128 der Weltrangliste + WPBSA-Amateurspieler). Die Begegnungen fanden vom 3. bis 5. April 2023 statt.
Von den 25 angetretenen Amateuren schafften es 12 in die zweite Runde. Neben 7 Ex-Profis gelang das auch dem österreichischen Rekordstaatsmeister Florian Nüßle. Das klare 10:2 über den langjährigen Profi Michael Judge war sein zweiter WM-Qualifikationssieg nach 2021. Der 16-jährige WSF Junior Champion und zukünftige Profi Stan Moody gewann sein erstes Match bei einer WM gegen Andres Petrov. Drei weitere erfolgreiche Amateure stammten aus England und Wales.
Erstmals waren 5 Frauen in der Runde der Letzten 144 vertreten. Sie schieden alle aus, wobei Ng On Yee aus Hongkong (8:10 gegen Michael Holt) und die Thailänderin Mink Nutcharut (7:10 gegen Landsmann Dechawat Poomjaeng) durchaus Chancen auf ein Weiterkommen gehabt hatten. Beide erzielten je ein Century-Break, zuvor hatte das bei der WM als einzige Frau nur Kelly Fisher geschafft.
Für einige Spieler bedeutete die Erstrundenniederlage auch den Verlust des Profistatus, nachdem sie sich in der Snookerweltrangliste nicht mehr verbessern konnten. Dazu gehörten Veteran Marco Fu und Tourneuling Dean Young.
| Spiel | Spieler 1                | Ergebnis | Spieler 2            |
| ----- | ------------------------ | -------- | -------------------- |
| 1     | (81) Ashley Hugill       | 810:810  | George Pragnell (A)  |
| 2     | (112) Fergal O’Brien     | 108:108  | Liam Davies (A)      |
| 3     | (96) Zak Surety          | 610:610  | Farakh Ajaib (A)     |
| 4     | (97) Ken Doherty         | 510:510  | Reanne Evans (115)   |
| 5     | (104) Ng On Yee          | 108:108  | Michael Holt (A)     |
| 6     | (89) Ben Mertens         | 310:310  | Victor Sarkis (116)  |
| 7     | (105) Ryan Thomerson     | 108:108  | Ian Martin (A)       |
| 8     | (88) James Cahill        | 410:410  | Stephen Hendry (119) |
| 9     | (85) Andrew Pagett       | 910:910  | Gao Yang (A)         |
| 10    | (108) Oliver Brown       | 105:105  | Ross Muir (A)        |
| 11    | (92) Andy Lee            | 103:103  | Andrew Higginson (A) |
| 12    | (101) Sean O’Sullivan    | 910:910  | Liam Graham (A)      |
| 13    | (100) Peng Yisong        | 104:104  | Michael Georgiou (A) |
| 14    | (93) Sanderson Lam       | 710:710  | Liam Pullen (A)      |
| 15    | (109) Dechawat Poomjaeng | 710:710  | Mink Nutcharut (113) |
| 16    | (84) Barry Pinches       | 610:610  | Ross Bulman (A)      |

| Spiel | Spieler 1                  | Ergebnis | Spieler 2                     |
| ----- | -------------------------- | -------- | ----------------------------- |
| 17    | (83) John J. Astley        | 910:910  | Steven Hallworth (A)          |
| 18    | (110) Himanshu Dinesh Jain | 102:102  | Daniel Wells (A)              |
| 19    | (94) Marco Fu              | 105:105  | Martin O’Donnell (A)          |
| 20    | (99) Andres Petrov         | 107:107  | Stan Moody (A)                |
| 21    | (102) Jamie O’Neill        | 510:510  | Bulcsú Révész (A)             |
| 22    | (91) Dean Young            | 105:105  | Haydon Pinhey (A)             |
| 23    | (107) Mohamed Ibrahim      | 106:106  | Anton Kazakov (118)           |
| 24    | (86) Dylan Emery           | 410:410  | Ma Hailong (A)                |
| 25    | (87) Michael Judge         | 102:102  | Florian Nüßle (A)             |
| 26    | (106) Asjad Iqbal          | 310:310  | Jenson Kendrick (114)         |
| 27    | (90) Aaron Hill            | 310:310  | Siripaporn Nuanthakhamjan (A) |
| 28    | (103) Allan Taylor         | 010:010  | Filips Kalniņš (A)            |
| 29    | (98) Muhammad Asif         | 102:102  | Iulian Boiko (A)              |
| 30    | (95) Alfie Burden          | 310:310  | Rebecca Kenna (117)           |
| 31    | (111) Adam Duffy           | 810:810  | Billy Joe Castle (A)          |
| 32    | (82) David Lilley          | 710:710  | Rory McLeod (A)               |

### Runde 2
64 Spieler (Platz 49–80 der Weltrangliste gegen die Gewinner der ersten Runde). Die Begegnungen fanden vom 5. bis 8. April 2023 statt.
Drei Amateure überstanden auch die zweite Runde. Das war zum einen Andrew Higginson, vor seinem Ausscheiden im Vorjahr 16 Jahre am Stück Mitglied der Profitour. Dann Iulian Boiko, der 2020 mit 14 Jahren als bis dahin jüngster Teilnehmer bei der WM spielte und anschließend zwei Jahre den Profistatus innehatte. Der junge Ukrainer schlug mit Stuart Carrington einen Spieler aus den Top 64, der noch um seine Tourzugehörigkeit kämpfte und sie mit der Niederlage verlor. Und Martin O’Donnell überzeugte als dritter Amateur mit 10:4 gegen den ältesten Teilnehmer, den 60-jährigen Jimmy White. Als Sieger der WPBSA Q Tour hatte er aber den Profistatus in der Folgesaison ebenso sicher wie White, dem trotz Niederlage die Einjahreswertung den Tourverbleib sicherte.
Schlecht sah es aus für die Spieler aus den deutschsprachigen Ländern. Florian Nüßle ging in der ersten Session gegen Si Jiahui 0:8 unter und trotz großem Kampf danach mit seinerseits 6 gewonnenen Frames in Folge verlor er mit 7:10. Der Deutsche Lukas Kleckers hielt seine Partie bis zum 7:7 offen, erlaubte dann aber Ashley Hugill einen Vorsprung von 2 Frames zu erzielen, den der Engländer bis zum Schluss verteidigte. Alexander Ursenbacher aus der Schweiz lief gegen Alfie Burden ständig der mit 0:4 verlorenen ersten Sessionhälfte hinterher, konnte nie ausgleichen und verlor schließlich mit 7:10. Diese Niederlage kostete ihn auch den Profistatus.
Hammad Miah, Louis Heathcote und Mitchell Mann waren drei weitere Spieler, die durch ihre Zweitrundenniederlagen den möglichen Sprung unter die Top 64 und damit die sichere Tourverlängerung verpassten. Miah profitierte allerdings von einer drei Wochen später verkündeten Änderung in den Qualifikationskriterien, über die Ein-Jahres-Rangliste bekam er die Startberechtigung für zwei weitere Jahre, ohne in die Q School zu müssen.
| Spiel | Spieler 1            | Ergebnis | Spieler 2                |
| ----- | -------------------- | -------- | ------------------------ |
| 33    | (80) Lukas Kleckers  | 108:108  | Ashley Hugill (81)       |
| 34    | (49) Scott Donaldson | 110:110  | Liam Davies (A)          |
| 35    | (65) Xu Si           | 410:410  | Zak Surety (96)          |
| 36    | (64) Hammad Miah     | 106:106  | Ken Doherty (97)         |
| 37    | (57) Oliver Lines    | 910:910  | Michael Holt (A)         |
| 38    | (72) Julien Leclercq | 106:106  | Ben Mertens (89)         |
| 39    | (56) Elliot Slessor  | 310:310  | Ian Martin (A)           |
| 40    | (73) Lei Peifan      | 106:106  | James Cahill (88)        |
| 41    | (76) Duane Jones     | 107:107  | Andrew Pagett (85)       |
| 42    | (53) Jackson Page    | 210:210  | Ross Muir (A)            |
| 43    | (69) Louis Heathcote | 107:107  | Andrew Higginson (A)     |
| 44    | (60) David Grace     | 810:810  | Sean O’Sullivan (101)    |
| 45    | (61) Mark Davis      | 810:810  | Michael Georgiou (A)     |
| 46    | (68) Mitchell Mann   | 105:105  | Sanderson Lam (93)       |
| 47    | (52) Matthew Stevens | 810:810  | Dechawat Poomjaeng (109) |
| 48    | (77) Fraser Patrick  | 106:106  | Barry Pinches (84)       |

| Spiel | Spieler 1                  | Ergebnis | Spieler 2            |
| ----- | -------------------------- | -------- | -------------------- |
| 49    | (78) Craig Steadman        | 108:108  | John J. Astley (83)  |
| 50    | (51) Ben Woollaston        | 610:610  | Daniel Wells (A)     |
| 51    | (67) Jimmy White           | 104:104  | Martin O’Donnell (A) |
| 52    | (62) Zhang Anda            | 310:310  | Stan Moody (A)       |
| 53    | (59) Andy Hicks            | 710:710  | Jamie O’Neill (102)  |
| 54    | (70) Peter Lines           | 610:610  | Haydon Pinhey (A)    |
| 55    | (54) Mark Joyce            | 310:310  | Anton Kazakov (118)  |
| 56    | (75) Ian Burns             | 910:910  | Dylan Emery (86)     |
| 57    | (74) Si Jiahui             | 710:710  | Florian Nüßle (A)    |
| 58    | (55) Dominic Dale          | 610:610  | Asjad Iqbal (106)    |
| 59    | (71) Michael White         | 103:103  | Aaron Hill (90)      |
| 60    | (58) Wu Yize               | 710:710  | Allan Taylor (103)   |
| 61    | (63) Stuart Carrington     | 105:105  | Iulian Boiko (A)     |
| 62    | (66) Alexander Ursenbacher | 107:107  | Alfie Burden (95)    |
| 63    | (50) Jak Jones             | 610:610  | Adam Duffy (111)     |
| 64    | (79) Gerard Greene         | 109:109  | David Lilley (82)    |

### Runde 3
64 Spieler (Platz 17–48 der Weltrangliste gegen die Gewinner der zweiten Runde). Die Begegnungen fanden vom 8. bis 10. April 2023 statt.
Als einziger Amateur überstand Andrew Higginson auch die dritte Qualifikationsrunde, gegen den aufstrebenden Top-32-Spieler Joe O’Connor spielte er in einem ausgeglichenen Match gegen Ende seine größere Erfahrung aus und gewann mit 10:8. Darüber hinaus setzten sich in dieser Runde weitgehend die Favoriten durch.
David Grace und Mark Davis wahrten mit Siegen gegen stärker eingestufte Gegner ihre Chance auf den Tourerhalt. Peter Lines und Ian Burns verloren dagegen durch ihre Niederlagen gegen Top-32-Spieler ihren Profistatus.
| Spiel | Spieler 1             | Ergebnis | Spieler 2            |
| ----- | --------------------- | -------- | -------------------- |
| 65    | (17) Ryan Day         | 810:810  | Ashley Hugill (81)   |
| 66    | (48) Yuan Sijun       | 107:107  | Scott Donaldson (49) |
| 67    | (32) Jamie Jones      | 107:107  | Xu Si (65)           |
| 68    | (33) Pang Junxu       | 610:610  | Ken Doherty (97)     |
| 69    | (40) Anthony Hamilton | 910:910  | Oliver Lines (57)    |
| 70    | (25) Jimmy Robertson  | 610:610  | Ben Mertens (89)     |
| 71    | (41) Liam Highfield   | 109:109  | Elliot Slessor (56)  |
| 72    | (24) Zhou Yuelong     | 410:410  | James Cahill (88)    |
| 73    | (21) Hossein Vafaei   | 410:410  | Andrew Pagett (85)   |
| 74    | (44) Martin Gould     | 106:106  | Jackson Page (53)    |
| 75    | (28) Joe O’Connor     | 108:108  | Andrew Higginson (A) |
| 76    | (37) Sam Craigie      | 108:108  | David Grace (60)     |
| 77    | (36) Lü Haotian       | 108:108  | Mark Davis (61)      |
| 78    | (29) Joe Perry        | 810:810  | Sanderson Lam (93)   |
| 79    | (45) Jamie Clarke     | 103:103  | Matthew Stevens (52) |
| 80    | (20) David Gilbert    | 310:310  | Barry Pinches (84)   |

| Spiel | Spieler 1               | Ergebnis | Spieler 2            |
| ----- | ----------------------- | -------- | -------------------- |
| 81    | (19) Anthony McGill     | 910:910  | John J. Astley (83)  |
| 82    | (46) Cao Yupeng         | 610:610  | Ben Woollaston (51)  |
| 83    | (30) Noppon Saengkham   | 610:610  | Martin O’Donnell (A) |
| 84    | (35) Xiao Guodong       | 105:105  | Zhang Anda (62)      |
| 85    | (38) Graeme Dott        | 610:610  | Andy Hicks (59)      |
| 86    | (27) Matthew Selt       | 710:710  | Peter Lines (70)     |
| 87    | (43) Thepchaiya Un-Nooh | 510:510  | Mark Joyce (54)      |
| 88    | (22) Ricky Walden       | 610:610  | Ian Burns (75)       |
| 89    | (23) Tom Ford           | 105:105  | Si Jiahui (74)       |
| 90    | (42) Jordan Brown       | 710:710  | Dominic Dale (55)    |
| 91    | (26) Chris Wakelin      | 210:210  | Aaron Hill (90)      |
| 92    | (39) Tian Pengfei       | 102:102  | Wu Yize (58)         |
| 93    | (34) Fan Zhengyi        | 810:810  | Iulian Boiko (A)     |
| 94    | (31) Stephen Maguire    | 410:410  | Alfie Burden (95)    |
| 95    | (47) Robbie Williams    | 109:109  | Jak Jones (50)       |
| 96    | (18) Barry Hawkins      | 410:410  | David Lilley (82)    |

### Runde 4
32 Spieler (Gewinner der dritten Runde gegeneinander). Die Begegnungen fanden am 11. und 12. April statt.
Das „Letzte Gericht“ oder der „Judgement Day“, wie Runde 4 in England genannt wird, brachte nicht nur die Entscheidung über den Einzug ins Crucible-Finale. Mark Davis musste eine 9:10-Niederlage gegen seinen Freund Joe Perry hinnehmen, die erst auf Schwarz im letzten Frame besiegelt wurde. Der 50-Jährige hatte es damit nach 32 Jahren auf der Profitour nicht mehr unter die Top 64 der Weltrangliste geschafft. Zu dem Zeitpunkt musste er davon ausgehen, dass er damit auch seinen Profistatus verloren hatte. Erst drei Wochen später nach dem WM-Finale entschieden die Verantwortlichen der Profitour, dass sie aufgrund einer Reihe noch nicht entschiedener Ausschlussverfahren ausnahmsweise vier weitere Spieler auf der Tour belassen würden. Davis als Nummer 68 profitierte davon und blieb Profi, ohne sich wieder qualifizieren zu müssen.
Eine lange Serie von Crucible-Auftritten endete für zwei Spieler, die sich nach vielen Jahren nicht mehr in den Top 16 halten konnten und auch die Qualifikation verpassten: Barry Hawkins war seit 2006 und Stephen Maguire sogar seit 2004 immer in der Endrunde gewesen.
Unglücklich verlief die Schlussrunde auch für Scott Donaldson, schon länger bestehende Kniebeschwerden wurden so stark, dass er gegen Ryan Day aufgeben musste. Der Waliser kehrte damit nach 5 Jahren wieder ins Crucible zurück, nachdem er nach einer sehr guten Saison die direkte Qualifikation nur um einen Weltranglistenplatz verpasst hatte. Ebenfalls mehrere Jahre lagen zwischen dieser und der letzten Endrundenqualifikation bei Jimmy Robertson, Joe Perry und Elliot Slessor, Matthew Selt und Ricky Walden schafften nach einem Jahr Pause die Rückkehr.
Der Iraner Hossein Vafaei konnte dagegen seinen Debüterfolg vom Vorjahr wiederholen und sich zum zweiten Mal in Folge unter die Letzten 32 spielen, ebenso wie David Grace und Noppon Saengkham. Für die beiden war es aber jeweils insgesamt die dritte Crucible-Qualifikation. Grace besiegte mit Andrew Higginson den letzten im Turnier verbliebenen Amateur, während sich Noppon auf der letzten Schwarzen gegen Zhang Anda durchsetzen konnte. Einen längeren Lauf hatten nur zwei Qualifikanten: David Gilbert mit seiner fünften und Anthony McGill mit seiner achten Endrunde in Folge.
Die fünf übrigen Qualifizierten waren alle Crucible-Neulinge, vorne weg der Waliser Jak Jones, der den Weltranglisten-18. Barry Hawkins mit 10:8 besiegte. Wu Yize, der zum Newcomer der vergangenen Saison gewählt worden war, schlug mit demselben Ergebnis den deutlich favorisierten Chris Wakelin. Fan Zhengyi, der Maguires WM-Serie beendete, Pang Junxu, der im chinesischen Duell Xu Si schlug, und Si Jiahui mit einem Sieg über Jordan Brown waren die drei übrigen Debütanten. Si war als Nummer 74 der Setzliste außerdem der Einzige der 16 erfolgreichen Spieler, der von außerhalb der Top 64 kam.
| Spiel | Spieler 1             | Ergebnis | Spieler 2              |
| ----- | --------------------- | -------- | ---------------------- |
| 97    | (17) Ryan Day         | 010:010  | Scott Donaldson 1 (49) |
| 98    | (65) Xu Si            | 105:105  | Pang Junxu (33)        |
| 99    | (40) Anthony Hamilton | 102:102  | Jimmy Robertson (25)   |
| 100   | (56) Elliot Slessor   | 510:510  | Zhou Yuelong (24)      |
| 101   | (21) Hossein Vafaei   | 610:610  | Jackson Page (53)      |
| 102   | (A) Andrew Higginson  | 105:105  | David Grace (60)       |
| 103   | (61) Mark Davis       | 109:109  | Joe Perry (29)         |
| 104   | (52) Matthew Stevens  | 107:107  | David Gilbert (20)     |

| Spiel | Spieler 1               | Ergebnis | Spieler 2            |
| ----- | ----------------------- | -------- | -------------------- |
| 105   | (19) Anthony McGill     | 610:610  | Cao Yupeng (46)      |
| 106   | (30) Noppon Saengkham   | 910:910  | Zhang Anda (62)      |
| 107   | (38) Graeme Dott        | 106:106  | Matthew Selt (27)    |
| 108   | (43) Thepchaiya Un-Nooh | 109:109  | Ricky Walden (22)    |
| 109   | (74) Si Jiahui          | 710:710  | Jordan Brown (42)    |
| 110   | (26) Chris Wakelin      | 108:108  | Wu Yize (58)         |
| 111   | (34) Fan Zhengyi        | 610:610  | Stephen Maguire (31) |
| 112   | (50) Jak Jones          | 810:810  | Barry Hawkins (18)   |

## Century-Breaks

### Hauptturnier
24 Spieler spielten 90 Century-Breaks. Die beiden Finalisten Mark Selby und Luca Brecel spielten mit jeweils 12 Breaks mit dreistelliger Punktzahl die meisten. Selby und Kyren Wilson gelangen beiden ein Maximum Break mit 147 Punkten. Mit fünf Centurys in einem Erstrundenspiel der Weltmeisterschaft stellte Kyren Wilson den Rekord von Mark Allen und Ronnie O’Sullivan ein. Zwei Breaks von 146 Punkten in einem Match hatte es zuvor noch nie gegeben, Neil Robertson erzielte diese Punktzahl zweimal in seinem Auftaktmatch gegen Wu Yize. Damit blieb er zweimal einen Punkt unter dem Maximum von 147 Punkten. Ein Maximum Break gelang ebenfalls in Runde 1 Kyren Wilson, für ihn persönlich war es das 4. offizielle 147er-Break. Mark Selby spielte mit seinem Maximum das erste, das in einem Finale einer Weltmeisterschaft gespielt wurde. Es waren die Maximums Nummer 13 und 14 in der WM-Historie.
| Mark Selby     | 147, 134, 131, 123, 122, 112 (2×), 110, 109, 103 (2×), 100 |
| Kyren Wilson   | 147, 133, 120, 108, 102                                    |
| Neil Robertson | 146 (2×), 138, 123, 100                                    |
| Ali Carter     | 143                                                        |
| Luca Brecel    | 141, 128, 119, 117, 113 (2×), 112 (2×), 108, 103, 101, 100 |
| Jak Jones      | 138, 124, 122, 100 (2×)                                    |
| John Higgins   | 137, 136, 134, 128, 124, 114, 102                          |
| Mark Allen     | 137, 126, 101                                              |
| Stuart Bingham | 134, 108, 103                                              |
| Ding Junhui    | 134                                                        |
| Pang Junxu     | 133                                                        |
| Si Jiahui      | 132, 125, 122, 120, 106, 105, 103, 102                     |

| Shaun Murphy      | 131, 120, 102           |
| Gary Wilson       | 131, 109                |
| Anthony McGill    | 130, 124, 119, 112, 110 |
| Noppon Saengkham  | 130                     |
| Ronnie O’Sullivan | 128, 116, 107, 102      |
| Matthew Selt      | 123                     |
| Hossein Vafaei    | 122, 117                |
| Fan Zhengyi       | 122, 110                |
| David Gilbert     | 121                     |
| Jack Lisowski     | 119, 102                |
| Mark Williams     | 118, 113                |
| Wu Yize           | 107 (2×)                |

### Qualifikation
69 Spieler erzielten 133 Century-Breaks. Ryan Day spielte mit einem 146er Break das höchste der Qualifikation, Thepchaiya Un-Nooh gelangen mit sieben Centurys die meisten. Die hohe Zahl der Centurys ergab sich, weil 2023 alle Spiele der Qualifikation im Best-of-19-Modus ausgetragen wurden. Bis 2022 wurden die ersten drei Runden im Best-of-11-Modus gespielt.
| Ryan Day              | 146                               |
| Thepchaiya Un-Nooh    | 145, 142, 131, 130, 123, 117, 105 |
| Joe Perry             | 143, 133                          |
| Oliver Lines          | 140, 111, 102                     |
| Barry Pinches         | 140, 111                          |
| Wu Yize               | 140, 105, 101, 100                |
| Sean O’Sullivan       | 140                               |
| Elliot Slessor        | 138, 117                          |
| Lei Peifan            | 137, 128                          |
| Ross Muir             | 137                               |
| Ken Doherty           | 137                               |
| Louis Heathcote       | 136, 116, 106, 102                |
| Anthony McGill        | 136, 106                          |
| Ben Mertens           | 136                               |
| David Lilley          | 133, 125, 119, 109                |
| Yuan Sijun            | 133, 107                          |
| Fergal O’Brien        | 132                               |
| Fan Zhengyi           | 131, 102, 101                     |
| Alexander Ursenbacher | 131                               |
| Ricky Walden          | 130, 116, 103, 101 (2×)           |
| David Gilbert         | 130, 115, 103                     |
| Dylan Emery           | 130                               |
| Dominic Dale          | 129, 124, 113                     |
| Lü Haotian            | 129, 103                          |
| John J. Astley        | 128, 127, 125, 119, 108           |
| Zhang Anda            | 127 (2×), 125, 102, 100           |
| Haydon Pinhey         | 127, 116                          |
| Andy Hicks            | 127                               |
| Si Jiahui             | 126, 115, 102                     |
| Iulian Boiko          | 126, 100                          |
| Andrew Higginson      | 125, 106                          |
| Marco Fu              | 125                               |
| Ian Burns             | 124, 105                          |
| Sanderson Lam         | 122                               |
| David Grace           | 121, 120                          |

| Craig Steadman     | 120                |
| Noppon Saengkham   | 117                |
| Matthew Stevens    | 117                |
| Zhou Yuelong       | 116, 104, 103      |
| Jak Jones          | 115, 101 (2×), 100 |
| Ng On Yee          | 115                |
| Hossein Vafaei     | 115                |
| Ross Bulman        | 114                |
| Jamie Clarke       | 113                |
| Scott Donaldson    | 111                |
| Stan Moody         | 110                |
| Allan Taylor       | 110                |
| Matthew Selt       | 109                |
| Jamie O’Neill      | 106, 104           |
| Aaron Hill         | 106, 103           |
| Jackson Page       | 106, 102           |
| Chris Wakelin      | 106, 100           |
| Ben Woollaston     | 106                |
| Xu Si              | 105, 101           |
| Joe O’Connor       | 105, 101           |
| Asjad Iqbal        | 105                |
| Mark Davis         | 104 (2×)           |
| Pang Junxu         | 104, 102           |
| Liam Pullen        | 102                |
| George Pragnell    | 102                |
| Stephen Hendry     | 102                |
| Robbie Williams    | 101, 100           |
| Andres Petrov      | 101                |
| Liam Graham        | 101                |
| Dechawat Poomjaeng | 100                |
| Gao Yang           | 100                |
| Mink Nutcharut     | 100                |
| Daniel Wells       | 100                |
| James Cahill       | 100                |